# Eucrosia mirabilis
Eucrosia mirabilis är en amaryllisväxtart som först beskrevs av John Gilbert Baker, och fick sitt nu gällande namn av Ferdinand Albin Pax. Eucrosia mirabilis ingår i släktet Eucrosia och familjen amaryllisväxter.
Artens utbredningsområde är Peru. Inga underarter finns listade i Catalogue of Life.